# 黄莺乡
黄莺乡，是中华人民共和国重庆市武隆区下辖的一个乡镇级行政单位。

## 行政区划
黄莺乡下辖以下地区：
黄莺社区、双河村、黄莺村、新树村、隆兴村、群力村和复兴村。